# Nörder-Arslöstjärnen
Nörder-Arslöstjärnen är en sjö i Älvdalens kommun i Dalarna och ingår i Dalälvens huvudavrinningsområde. Sjön har en area på 0,0779 kvadratkilometer och ligger 439,6 meter över havet. Sjön avvattnas av vattendraget Kroppbäcken.

## Delavrinningsområde
Nörder-Arslöstjärnen ingår i det delavrinningsområde (679998-137089) som SMHI kallar för Ovan 679978-137035. Medelhöjden är 443 meter över havet och ytan är 1,1 kvadratkilometer. Det finns inga avrinningsområden uppströms utan avrinningsområdet är högsta punkten. Kroppbäcken som avvattnar avrinningsområdet har biflödesordning 4, vilket innebär att vattnet flödar genom totalt 4 vattendrag innan det når havet efter 437 kilometer. Avrinningsområdet består mestadels av skog (28 procent) och sankmarker (65 procent). Avrinningsområdet har 0,08 kvadratkilometer vattenytor vilket ger det en sjöprocent på 6,8 procent.